# Nevis Reformation Party
Die Nevis Reformation Party (kurz: NRP) ist eine politische Partei in St. Kitts und Nevis, die am 1. August 1970 auf Nevis gegründet wurde.

## Geschichte
Die Partei wurde am 1. August 1970 vor dem Hintergrund des Christena-Unglücks, einem Fährunglück mit 233 Toten zwischen den Inseln St. Kitts und Nevis, gegründet. Am 10. Mai 1971 nahm die NRP erstmals an nationalen Parlamentswahlen teil und erreichte 7,1 % der Stimmen und zog damit mit einem Abgeordneten in das Parlament ein. Einschließlich der Wahl im Jahr 1989 erzielte die Partei in den folgenden Jahren stets zweistellige Ergebnisse und war zumeist mit zwei Abgeordneten im Parlament vertreten. Von 1980 bis 1984 ging die NRP als Juniorpartner eine Koalition mit dem Peoples' Action Movement ein und kam damit das erste und bislang letzte Mal in die Regierungsverantwortung. Bei der letzten Parlamentswahl im Jahr 2015 wurde die NRP mit leichten Zugewinnen auf 10,8 % der Stimmen viertstärkste Kraft und gewann erneut einen Sitz im Parlament.
Neben den nationalen Parlamentswahlen sind die Regionalwahlen auf Nevis von Bedeutung für die Partei. Hier steht die NRP in Konkurrenz mit dem Concerned Citizens' Movement. Von 2006 bis 2017 konnte die Nevis Reformation Party die Mehrheit in der Nevis Island Assembly gewinnen, bei der Wahl 2017 erlitt die Partei eine deutliche Niederlage und gewann nur noch einen der fünf Sitze in der Versammlung. Diese Niederlage führte zu Umstrukturierungen innerhalb der Partei und einer Debatte um eine Neuausrichtung. 2018 wurde Robello Hector zum Parteivorsitzenden gewählt und kündigte eine Erneuerung der Partei an.

## Vorsitzende
Auf der Position des Parteivorsitzenden setzt die NRP auf Konstanz, in ihrer langjährigen Geschichte hatte sie bislang drei Vorsitzende:
- Robello Hector (amtierend seit 2018)
- Joseph Parry
- Simeon Daniel (erster Vorsitzender der Partei)[4]